# Versicano
Versicano é uma proteína que ativa os macrófagos e faz com que a medula óssea produza a proteína inflamatória TNF-alfa. Foi descoberta por cientistas da Universidade da Califórnia, nos Estados Unidos, e publicada na revista científica Nature.
Os investigadores, liderados por Michael Karin, professor de Patologia e Farmacologia, analisaram como as células usurpam componentes do sistema imune e impulsionam a expansão metástica do câncer de pulmão.